# Ropalidia aethiopica
Ropalidia aethiopica är en getingart som först beskrevs av François du Buysson 1906.  Ropalidia aethiopica ingår i släktet Ropalidia och familjen getingar. Utöver nominatformen finns också underarten R. a. bimaculata.